# Третья смена (преступная группировка)
«Третья смена» — собирательное название организованного преступного движения во Владивостоке. С юридической точки зрения, формально не являлось организованной преступной группировкой, а было скорее неким феноменом или явлением. Считается, что появлению «Третьей смены» способствовали возникшие в период застоя проблемы в советском обществе, а сам феномен стал прообразом современных российских ОПГ и полигоном отработки их форм и методов. Движение угасло в конце 1980-х годов, с распадом группировок Есина, Ковалёва и т. д. и образованием новых банд.

## Происхождение
Доподлинно неизвестно происхождение названия, хотя многие версии отсылают к ночному образу жизни (так или иначе печать писала о противоборстве сотрудников милиции с новой бандой, совершавшей свои преступления по ночам). По одной из версий, название происходило от общепитовской терминологии: посетители ресторана делились на первую смену (с открытия до 17 часов) и вторую (с 17 до 23), однако некоторые влиятельные люди могли позвонить администратору ресторана и заявить, что в заведении будет «гулять третья смена»: они устраивали в это время вечеринки. Считается, что члены банды собирались в кафе «Электрон» (дом 115 по улице Ленинской, позже там появился японский ресторан «Нагасаки» и некий китайский ресторан). По другой версии, члены группировки грабили горожан, делая это именно в поздние часы.
Основателем банды, отождествляемой с «Третьей сменой», считается А. Ф. Ковалёв («Коваль»), матрос вспомогательного флота ТОФ. Одним из лидеров и непререкаемым авторитетом был стивидор Владивостокского морского порта, уроженец Курской области Л. М. Ивлев («Кабан»), с начала 1970-х годов подозревавшийся в совершении ряда различных преступлений. Костяк банды составляли спортсмены, а позже туда вошли и бывалые уголовники.
Среди видных членов банды были Ю. И. Есин («Самосвал»), ставший впоследствии известным криминальным авторитетом и сотрудничавший с Солнцевской ОПГ, известные в городе спортсмены С. Беспалов, И. Капущак, В. Калин и В. Ключников, сподвижники Ивлева Федотов, Лесовой и Чукреев, а также С. П. Клигер («Отто Скорцени», уроженец Уссурийска, баскетболист и баскетбольный тренер), В. Кошевой («Джон»), Г. Е. Петрачков («Гарик»), С. Д. Бауло («Баул», уроженец Дальнегорска, служивший на флоте) и многие другие. Также к преступному миру Владивостока того времени причисляются Ушаков («Американец»), Русаков («Водолаз»), Цупа («Молодой»), Рязанов («Чигирь»), Макушенко («Артист»).

## Деятельность
Изначально члены банды («третьесменщики») специализировались на обычных грабежах и разбоях, грабя богатых моряков, золотодобытчиков, валютчиков, фарцовщиков и проституток. Позже они перешли на вымогательство, шантаж и мошенничество в отношении «цеховиков» (подпольных предпринимателей) и иных представителей теневой экономики: это были продавцы автомобилей, спекулянты, контрабандисты и коррумпированные чиновники. Все эти лица не могли обратиться в милицию в случае преступного посягательства, так как сами рисковали попасть под суд за предпринимательскую деятельность. Чаще всего жертвами их преступных махинаций становились моряки, привозившие в город джинсы, часы и автозапчасти. Также они предлагали своё покровительство ограбленным «жертвам», создав тем самым в Приморье практику «крышевания» предпринимателей и позже создав собственные нелегальные предприятия по производству ширпотреба.
Ивлев, Ковалёв и Клигер легализовались в 1974 году в золотодобывающей артели «Север» треста «Амурзолото» (Чегдомын, Хабаровский край), и именно тогда в привычном виде зародилась «Третья смена». Позже, однако, им пришлось вернуться в Приморье из-за того, что деятельность артели попала в поле зрения милиции: около 50 человек были привлечены к суду, однако дело закрыли якобы из-за того, что одним из обвиняемых оказался родственник Мелитона Кантарии, о защите которого от «несправедливого преследования» Кантария вынужден был просить перед Брежневым. Тем не менее, члены «Третьей смены» покинули артель и вернулись в Приморье, закрепившись во Владивостоке. Город фактически был поделен между членами «Смены» по зонам ответственности: Чуркин был под контролем «Самосвала», центр Владивостока — под контролем «Коваля» и «Кабана», пригород — «Джона». Ивлев к 1978 году занялся поставкой валюты и ввозом контрабанды, а Ковалёв отвечал за реализацию товара; их компаньонами стали Яковлев из «Торгмортранса» и бармен Гребенкин из кафе «Зодчий».
Преступные группы «Третьей смены» были достаточно разветвленными, имея коррумпированные связи с бывшими сотрудниками милиции и даже с представителями интеллигенции. Члены этих преступных групп избегали суда или же получали минимальные сроки наказания благодаря шантажу, подкупу, уничтожению улик и использованию связей (в 1982 году Ковалёв был арестован по обвинению в ограблении, однако освободился из-под стражи и даже украл уголовное дело из кабинета следователя). Среди их «покровителей» были заместитель начальника УВД Приморского края Константин Бабичев, первый секретарь горкома партии Шарин и Игорь Николаевич Щёлоков, сын главы МВД СССР Николая Щёлокова, которым Ковалёв и Ивлев обеспечивали отдых во Владивостоке во время визита. По словам председателя Тихоокеанской коллегии адвокатов Приморского края Андрея Конова, сотрудника милиции в 1984—1995 годах, в милиции были осведомлены, кто из бандитов что совершил, однако первейшей задачей милиции тогда было убедить пострадавшего составить заявление. В 1980-е годы среди жертв их преступной деятельности стали и первые кооператоры.
У членов «Третьей смены» были определённые принципы: так, в случае утери сотрудником милиции служебного оружия или удостоверения они сообщали в милицию об этом, указывая, где забрать утерянные вещи; для них были неприемлемыми грабежи пожилых людей или хулиганства в виде разбитых стёкол, что называлось «махновщиной». Членов банды, которые плохо обращались с собственными семьями, бросая жён с детьми, в банде отвергали. Однако в 1986 году Бабичев был арестован по обвинению в злоупотреблении служебными полномочиями, сотрудничестве с преступными группировками, хищении вещдоков и т. д. Через год он был освобождён, однако позже был отправлен в психиатрическую клинику. Ивлева, Ковалёва, Калина и их сподвижников удалось привлечь к уголовной ответственности, но они получили небольшие сроки за мелкие преступления, отчасти по той причине, что свидетели обвинения сами были подозреваемыми в совершении ряда преступлений. Есин же был осуждён в 1970 году на 5 лет за разбой и отбывал наказание сначала в Приморье, а потом в Татарской АССР как злостный нарушитель режима, покинув затем Приморье.

## Перестройка и судьба членов банды
Конец «Третьей смены» в 1980-е годы ознаменовался не исчезновением преступности как таковой, а распадом группировок Есина, Ковалёва и т. д. и образованием новых банд. С течением времени члены банды начали обзаводиться нелегальным, а впоследствии и легальным бизнесом: те, кто накопил первоначальный капитал, стали срастаться с органами власти и милицией, чаще заниматься отмыванием денег и организацией «крышевания». Многие окончательно отреклись от воровского закона и организованной преступности, занявшись крупным легальным бизнесом или общественной деятельностью.
Однако волна насилия, вспыхнувшая в 1990-е годы, привела к распаду уже образовавшихся новых преступных группировок и гибели ряда криминальных авторитетов. Так, Ковалёв с 1980-х годов заключил ряд соглашений с иными преступными группировками, начав совмещать коммерцию и крышевание, а также заниматься благотворительностью и спонсировать учреждения культуры, но не избежал покушений на свою жизнь. В 1991 году его ранили в плечо возле дома на улице Нахимова, а в ночь с 29 на 30 июня 1997 года он был застрелен из автомата Калашникова у казино «Роял Парк» (из оружия произвели два выстрела).
Бауло, который проводил «стрелки» ежедневно в 11 часов утра на автостоянке возле театра имени Горького, в 1990-е годы контролировал ряд автостоянок и фирм и даже участвовал в обслуживании Владивостокской базы тралового и рефрижераторного флота (ВБТРФ). Ему приписывали отношения с губернатором края и земляком Е. И. Наздратенко. В августе 1995 году Бауло при загадочных обстоятельствах утонул во время погружения с аквалангом: среди версий рассматривается не только трагическая случайность, но и преступный умысел. Клигер же в 1999 году основал баскетбольный клуб «Спартак-Приморье», который под его руководством в 2005 году выиграл баскетбольную Суперлигу; позже Клигер покинул пост президента, однако продолжил административную деятельность в клубе до последних дней. Петрачков стал автором книг об организованной преступности и занялся живописью, отметившись на похоронах Ковалёва громким заявлением о причастности спецслужб к ликвидации криминальных авторитетов.
Есин в 2002 году был арестован в Италии местной полицией по обвинению в отмывании суммы в размере 6 млрд долларов, создании преступной группировки, вымогательстве и торговле оружием, однако суд в итоге не смог ничего доказать. Есин был освобождён, но в Приморье не вернулся. Ивлев позже стал генеральным директором лесопромышленного предприятия и меценатом, отойдя от криминала. Однако в 2000 году он пережил покушение от молодого авторитета, когда попытался заступиться за двух коммерсантов, у которых тот вымогал деньги (Ивлеву прострелили ногу), в 2006 году был избит в ресторане «Меридиан» в Лесозаводске пьяными спортсменами, а в 2017 году был ограблен неизвестными.